# Synema viridisterne
Synema viridisterne là một loài nhện trong họ Thomisidae.
Loài này thuộc chi Synema. Synema viridisterne được miêu tả năm 1966 bởi Jézéquel.